# Mannheimer FC Phönix
Mannheimer FC Phönix is een Duitse voetbalclub uit de stad Mannheim. Het is de oudste club van de stad, die nooit fusioneerde.

## Geschiedenis
De club werd opgericht in 1902 door een aantal studenten. Een jaar later sloot Mannheimer FC Bavaria zich bij de club aan. In 1904 werd Phönix lid van de  Zuid-Duitse voetbalbond. De club begon in de tweede klasse en promoveerde al na één jaar naar de hoogste klasse. Na de invoering van nieuwe competities in 1908 moest de club terug naar de tweede klasse maar kon ook nu na één seizoen promoveren. De club werd in het eerste seizoen meteen derde. 
In 1911 fuseerden Mannheimer FG 1896, Mannheimer VfB Union en Mannheimer FC Viktoria 1897 tot VfR Mannheim. De bedoeling was om een grote club te vormen in de stad en ook Phönix werd uitgenodigd om in het nieuwe project te stappen. Phönix eindigde het volgende seizoen samen met FV Kaiserslautern op de eerste plaats en met twee punten voor de fusieploeg VfR. In een play-off won de club de titel van Kaiserslautern en plaatste zich voor de finaleronde, waar ze vicekampioen werden achter Karlsruher FV. De volgende twee seizoenen was rivaal VfR telkens te sterk voor de club, die genoegen moest nemen met een tweede plaats. 
Na de Eerste Wereldoorlog speelde de club in de Odenwaldse competitie, die in 1921 opging in de Rijncompetitie. In 1921 was er een rel omtrent speler Sepp Herberger. Hij was voor 10.000 Rijksmarken verkocht door Waldhof aan Phönix Mannheim, maar koos voor de aartsrivaal VfR. Deze club bood hem een huis aan waar hij geen huur moest betalen en een job bij de Dresdner Bank. Waldhof beschimpte hem als verrader en de Zuid-Duitse bond schorste hem tijdelijk totdat hij het geld terugbetaald had. 
De Rijncompetitie bestond eerst uit vier reeksen en werd over twee seizoenen teruggebracht naar één reeks. In het eerste seizoen werd degradatie net vermeden en in het tweede seizoen eindigde de club samen met SpTV Waldhof 1877 op de eerste plaats en versloeg deze club in de play-off. In de finale tegen de andere groepswinnaar verloor de club van FC Phönix Ludwigshafen. Het volgende seizoen werd de club onverwachts laatste met slechts één punt en degradeerde. In 1926 promoveerde de club weer maar werd laatste, doordat de competitie werd uitgebreid degradeerden ze niet, maar het volgende seizoen werden ze voorlaatste en degradeerden nu wel. 
Intussen was VfL Neckarau uitgegroeid tot de derde club van de stad en na de invoering van de Gauliga Baden slaagden Phönix er maar niet in te promoveren. Tijdens de Tweede Wereldoorlog werd de competitie verder opgesplitst en ging de club een tijdelijke fusie aan met SC Käfertal en speelde als KSG Käfertal/Phönix in de Gauliga in seizoen 1943/44. 
Van midden jaren vijftig tot begin jaren zeventig speelde de club met enkele onderbrekingen in de Amateurliga, derde klasse. Hierna zakte de club weg naar de anonimiteit.